# Боймер, Гертруда
Гертруда Боймер (нем. Gertrud Bäumer; 12 сентября 1873 — 25 марта 1954, под Билефельдом) — немецкий общественно-политический деятель, правозащитник, суфражистка, писательница, педагог.

## Биография
Родилась в Северном Рейне-Вестфалия в семье пастора. Окончила высшую школу для девушек в Галле, учительский семинар в Магдебурге, изучала германистику, теологию, философию и социологию в университете Берлина, где защитила диссертацию о творчестве Гёте. В течение шести лет учительствовала в народной школе для девочек. Отстаивала социальную педагогику, считая её не принципом, а составной частью педагогики в целом. Считала, что всё не относящееся к воспитанию в семье и школе, является проблемой социальной педагогики.
В 1896 г. была в числе основателей Магдебургского объединения учительниц. Совместно с лидером немецкого женского движения Еленой Ланге с 1901 г. редактировала и издала пятитомный «Справочник женского движения». Работала редактором журнала Всеобщего германского женского союза (АДФ) «Новые пути» (1907—1910), совместно с известным либеральным политиком Фридрихом Науманом в 1912—1940 издавала еженедельник «Помощь», посвященный вопросам политики, литературы и искусства, а в 1916—1936 — орган буржуазного женского движения журнал «Женщина».
В 1910—1919 гг. была председателем и идеологом консервативного крыла Объединения немецких женских союзов (БДФ) — главной организации буржуазного женского движения в Германии, вместе с
Еленой Ланге основное внимание уделяла организации и развитию женского образования, в котором видела залог безбедного будущего для женщин из обеспеченных слоев общества.
Была членом германской Прогрессивной народной партии.
После начала Первой мировой войны Боймер основала «Национальную женскую службу», призванную поддержать военные усилия правительства, в 1916—1920 гг. возглавляла Институт социальной педагогики в Гамбурге.
После Ноябрьской революции 1918 года вступила в Немецкую демократическую партию (НДП), была избрана депутатом Национального собрания, в 1920—1930 гг. постоянно избиралась депутатом рейхстага от НДП и занимала пост заместителя председателя НДП, в 1930—1932 гг. — депутат рейхстага от Немецкой государственной партии.
С 1922 возглавляла секцию школ и молодежной благотворительности в культурно-политическом отделе имперского министерства внутренних дел и стала первой в германской истории женщиной, получившей чин министерского советника. В Лиге Наций, куда Германия была принята в 1926 г., Боймер работала в комиссии по социальным и гуманитарным вопросам.
После прихода к власти нацистов, была уволена с государственной службы. Продолжила издание журнала «Женщина», поддержала женскую политику национал-социализма. Только в 1941 г. после пятилетнего отлучения Боймер от общественной жизни был опубликован её исторический роман «Путь Данте Алигьери».
После окончании Второй мировой войны Г. Боймер выступила за политическую самостоятельность западных оккупационных зон Германии, участвовала в основании Христианско-социального союза (ХСС), затем вступила в Христианско-демократический союз Германии, опубликовала книгу «Новый путь немецкой женщины».

## Избранные публикации
- Handbuch der Frauenbewegung. Teil I und II (Herausgeberschaft mit Helene Lange). Moeser, Berlin 1901.
- Die hoeheren Lehranstalten und das Maedchenschulwesen im Deutschen Reich (mit Conrad Rethwisch und Rudolf Lehmann). Asher, Berlin 1904.
- Geschichte der Gymnasialkurse für Frauen zu Berlin. Moeser, Berlin 1906.
- Von der Kinderseele. Voigtländers Verlag, Leipzig 1908, zusammen mit Lili Droescher.

Frauenbewegung und Sexualethik. Beiträge zur modernen Ehekritik. Salzer, Heilbronn 1909.
Die soziale Idee in den Weltanschauungen des 19. Jahrhunderts. Die Grundzüge der modernen Sozialphilosophie. Salzer, Heilbronn 1910.
- Die Frau und das geistige Leben. C.F. Amelangs Verlag, Leipzig 1911
- Der Deutsche Frauenkongreß. Sämtliche Vorträge (Herausgeberschaft), 1912.
- Die Frau in Volkswirtschaft und Staatsleben der Gegenwart. DVA, Stuttgart/Berlin 1914.
- Studien über Frauen. Herbig, Berlin 1921.
- Die seelische Krisis. Herbig, Berlin 1924.
- Grundlagen demokratischer Politik, 1928.
- Deutsche Schulpolitik, 1928.
- Heimatchronik während des Weltkrieges. Quelle & Meyer, Leipzig 1930.
- Sinn und Formen geistiger Führung. Herbig, Berlin 1930.
- Neuer Humanismus. Quelle & Meyer, Leipzig 1930.
- Lebensweg durch eine Zeitenwende. Wunderlich, Tübingen 1933.
- Adelheid — Mutter der Königreiche. Wunderlich, Tübingen 1936.
- Der Park — Geschichte eines Sommers. Herbig, Berlin 1937.
- Wolfram von Eschenbach. Cotta, Stuttgart 1938.
- Die Macht der Liebe — Der Weg des Dante Alighieri. Bruckmann, München 1941
- Der ritterliche Mensch — Die Naumburger Stifterfiguren in 16 Farbaufnahmen von Walter Hege. F.A.Herbig Verlagsbuchhandlung Deutscher Kunstverlag, Berlin o.J (1941)
- Frau Rath Goethe — Die Weisheit der Mutter. Wunderlich, Tübingen 1949.
- Die drei göttlichen Komödien des Abendlandes. Wolframs Parsifal. Dantes Divina Commedia. Goethes Faust. Regensberg, Münster 1949.
- Ricarda Huch. Wunderlich, Tübingen 1949.
- Otto I. und Adelheid. Wunderlich, Tübingen 1951.
- Das königliche Haupt. Eine Erzählung. Wunderlich, Tübingen 1951.
- Im Licht der Erinnerung. Wunderlich, Tübingen 1953 (Autobiographie).
- Eine Woche im Mai — Sieben Tage des jungen Goethe. Wunderlich, Tübingen 1944.

Des Lebens wie der Liebe Band. Briefe. Hrsg. von Emmy Beckmann, Wunderlich, Tübingen 1956.
Bildnis der Liebenden — Gestalt und Wandel der Frau. Wunderlich, Tübingen 1958 (Das Schicksal bedeutender Frauengestalten — von Heloise und Vittoria Colonna bis zu Lou Andreas-Salomé und Eleonora Duse).
Eleonora Duse. Wunderlich, Tübingen 1958 (Porträt der italienischen Schauspielerin, mit der Bäumer persönlich bekannt war).
Der Berg des Königs — Das Epos des langobardischen Volkes. Wunderlich, Tübingen 1959.